# Gedeón Guardiola Villaplana
Gedeón Guardiola Villaplana (Petrer, Vinalopó Mitjà, 1 d'octubre de 1984) és un jugador d'handbol valencià. Actua com a pivot i juga en l'equip alemany TBV Lemgo. És internacional amb la selecció espanyola des de 2011.
És germà bessó d'Isaías Guardiola, també jugador d'handbol.

## Clubs
- BM. Petrer (1996-2001)
- BM. València (2001-2005)
- S.D. Teucro (2005-2008)
- BM. Ciudad de Logroño (2008-2009)
- Portland San Antonio (2009-2012)
- Rhein-Neckar Löwen (2012-2020)
- TBV Lemgo (2020-Act.)

## Palmarès

### Rhein-Neckar Löwen
- Copa EHF (1): 2013
- Lliga d'Alemanya d'handbol (2): 2016, 2017
- Copa d'Alemanya d'handbol (1): 2018
- Supercopa d'Alemanya d'handbol (3): 2016, 2017, 2018

### TBV Lemgo
- Copa d'Alemanya d'handbol (1): 2020

### Selecció espanyola
- Medalla d'or en el Campionat Mundial d'Handbol Masculí de 2013
- Medalla de bronze en el Campionat Europeu d'Handbol Masculí de 2014
- Medalla de plata en el Campionat Europeu d'Handbol Masculí de 2016
- Medalla d'or en el Campionat Europeu d'Handbol Masculí de 2018
- Medalla d'or en el Campionat Europeu d'Handbol Masculí de 2020
- Medalla de bronze en el Campionat Mundial d'Handbol Masculí de 2021
- Medalla de bronze en els Jocs Olímpics de Tòquio 2020

### Distincions individuals
- Finalista a Millor Esportista Masculí de 2012, 2013 i 2014 en els Premis Esportius Provincials de la Diputació d'Alacant